# Technomyrmex ilgi
Technomyrmex ilgi es una especie de hormiga del género Technomyrmex, subfamilia Dolichoderinae. Fue descrita científicamente por Forel en 1910.
Se distribuye por República Democrática del Congo, Etiopía, Kenia, Mozambique, Sudáfrica, Uganda y Zimbabue. Se ha encontrado a elevaciones de hasta 1904 metros. Vive en microhábitats como nidos y la hojarasca.